# Discographie de Nirvana
La discographie de Nirvana comprend l'ensemble des enregistrements officiels de Nirvana, groupe américain de grunge actif de 1987 à 1994.

## Albums

### Albums studio
- 1989 : Bleach
- 1991 : Nevermind
- 1993 : In Utero

### Albums live
- 1994 : MTV Unplugged in New York
- 1996 : From the Muddy Banks of the Wishkah
- 2009 : Live at Reading
- 2019 : Live at the Paramount
- 2019 : Live and Loud

### Compilations
- 1992 : Incesticide
- 2002 : Nirvana
- 2005 : Sliver: The Best of the Box
- 2010 : Icon

### Classements
| Année | Album                               | Position             | Position          | Position               | Position             |
| Année | Album                               | Drapeau de la France | Drapeau du Canada | Drapeau de la Belgique | Drapeau de la Suisse |
| ----- | ----------------------------------- | -------------------- | ----------------- | ---------------------- | -------------------- |
| 1989  | Bleach                              | -                    | -                 | -                      | -                    |
| 1991  | Nevermind                           | 1                    | 1                 | 9                      | 2                    |
| 1992  | Incesticide                         | 42                   | -                 | -                      | 18                   |
| 1993  | In Utero                            | 2                    | -                 | -                      | 16                   |
| 1994  | MTV Unplugged in New York           | 1                    | -                 | -                      | 3                    |
| 1996  | From the Muddy Banks of the Wishkah | 7                    | -                 | -                      | 9                    |
| 2002  | Nirvana                             | -                    | 2                 | 2                      | 2                    |
| 2004  | With the Lights Out                 | 20                   | 10                | 29                     | 28                   |
| 2005  | Sliver: The Best of the Box         | 19                   | 12                | -                      | 87                   |
| 2009  | Live at Reading                     | -                    | -                 | -                      | -                    |

## EP
- 1989 : Blew
- 1992 : Hormoaning

## Chansons

### Singles
| Année | Chanson                 | Position             | Position               | Position             | Position          | Album                     |
| Année | Chanson                 | Drapeau de la France | Drapeau de la Belgique | Drapeau de la Suisse | Drapeau du Canada | Album                     |
| ----- | ----------------------- | -------------------- | ---------------------- | -------------------- | ----------------- | ------------------------- |
| 1988  | Love Buzz               | -                    | -                      | -                    | -                 | Bleach                    |
| 1990  | Sliver                  | -                    | -                      | -                    | -                 |                           |
| 1991  | Smells Like Teen Spirit | 1                    | 1                      | 6                    | 17                | Nevermind                 |
| 1991  | Come as You Are         | 12                   | 15                     | 21                   | 33                | Nevermind                 |
| 1991  | Lithium                 | 60                   | 28                     | -                    | -                 | Nevermind                 |
| 1991  | In Bloom                | -                    | -                      | -                    | -                 | Nevermind                 |
| 1993  | Heart-Shaped Box        | 37                   | 31                     | -                    | -                 | In Utero                  |
| 1994  | All Apologies/Rape Me   | 20                   | -                      | -                    | -                 | In Utero                  |
| 1994  | Pennyroyal tea          | -                    | -                      | -                    | -                 | In Utero                  |
| 1994  | About a Girl            | 23                   | 13                     | -                    | 9                 | MTV Unplugged in New York |
| 2002  | You Know You're Right   | -                    | -                      | -                    | -                 | Nirvana                   |

### Singles split
| Année | Chansons                         | Autre artiste    |
| ----- | -------------------------------- | ---------------- |
| 1991  | Candy/Molly's Lips               | The Fluid        |
| 1991  | Here She Comes Now/Venus in Furs | The Melvins      |
| 1993  | Puss/Oh, the Guilt               | The Jesus Lizard |

### Singles promotionnels
| Année | Chanson                        | Album                               |
| ----- | ------------------------------ | ----------------------------------- |
| 1991  | On a Plain                     | Nevermind                           |
| 1992  | Molly's Lips                   | Incesticide                         |
| 1994  | The Man Who Sold the World     | MTV Unplugged in New York           |
| 1994  | Where Did You Sleep Last Night | MTV Unplugged in New York           |
| 1994  | Lake of Fire                   | MTV Unplugged in New York           |
| 1996  | Aneurysm                       | From the Muddy Banks of the Wishkah |
| 1996  | Drain You                      | From the Muddy Banks of the Wishkah |

## Coffrets
- 1995 : Singles
- 2004 : With the Lights Out
- 2011 : Nevermind: The Singles

## Vidéographie
- Live! Tonight! Sold Out!!, documentaire et une compilation de live de la tournée Nevermind.
- MTV Unplugged in New York, concert acoustique enregistré aux studios Sony à New York le 18/11/1993.
- With the Lights Out, DVD du coffret du même nom avec des lives.
- Live at Reading, DVD, enregistré au festival de Reading le 30/08/1992.
- Live at the Paramount, DVD, enregistré au Paramount Theatre de Seattle le 31/10/1991.
- Live and Loud 1993, DVD, enregistré au Pier 48, Seattle le 13/12/1993